# Comisaría Virtual
La Comisaría Virtual es una plataforma digital de atención ciudadana de Carabineros de Chile a través de una página web. El nombre de comisaría se debe a que en ella se permite ejecutar, a modo de oficina virtual, una serie de trámites que se deben realizar en las unidades policiales que se encuentran dentro del territorio nacional chileno. Asimismo, busca optimizar los tiempos de atención presencial, facilitando una respuesta más rápida ante casos de emergencias policiales.

## Historia
La plataforma fue lanzada en junio de 2019, como parte del «Plan Calle Segura», implementado por el Ministerio del Interior y Seguridad Pública durante el segundo gobierno de Sebastián Piñera.En septiembre del mismo año, la plataforma agregó la opción para hacer «reclamos al actuar policial», donde es posible hacer una denuncia de manera virtual, con reserva de identidad si es necesario, adjuntando toda la evidencia posible ante un mal proceder de uno o más funcionarios policiales de la institución. Del mismo modo, se enmarca dentro de un proceso de modernización del Estado con iniciativas que promueven la administración electrónica.
En un comienzo, los servicios que se entregaban digitalmente se dividían en tres categorías: Permisos, salvoconductos y constancias policiales. Durante la cuarentena en Chile de 2020, ocasionada por la pandemia por coronavirus, se convirtió en la principal vía de atención para el otorgamiento de permisos y salvoconductos, contemplados dentro de las medidas de restricción de desplazamiento para la prevención de contagios. El sitio ha recibido reiteradas críticas debido a su caída en varias ocasiones o fallas en el sistema informático, lo cual impide la obtención de permisos de desplazamiento.  Para poder ingresar a cualquier comuna que se encontraba con algún tipo de cuarentena o cordón sanitario, es obligatorio portar con un permiso de circulación, ya sea en digital a través de cualquier dispositivo (teléfono inteligente, tablet, etc.) o impreso en papel. Adicionalmente, en septiembre de 2020 se habilitó el permiso especial para viajes interregionales, necesario debido a las restricciones durante la pandemia.
En 2020, los permisos, salvoconductos y constancias se dividían en cuatro categorías:
- Permisos Temporales Individuales: Otorgados por periodos determinados por razones específicas durante la pandemia de coronavirus.
- Salvoconductos Individuales: Existen tres tipos de salvoconductos, para mudanza, tratamientos médicos y trámites funerarios de un familiar directo.
- Permisos Únicos Colectivos: Destinado para todas los trabajadores de empresas que sean consideradas por el gobierno como «esenciales».
- Constancias

## Trámites
Los servicios otorgados por Comisaría Virtual fueron reformados en abril de 2025, dividiéndose en seis categorías: denuncias, salvoconductos, información anónima, constancias, reclamos y felicitaciones y reencuentro familiar. Salvo en el caso de otorgar información anónima, los ciudadanos deben primero registrarse en el sitio web, mediante dos métodos: un registro interno de Carabineros o con la «ClaveÚnica», que es el sistema de autenticación virtual unificada del Gobierno de Chile para acceder a todos los servicios que ofrece el Estado chileno en línea, a través de todos sus instituciones y organismos. 

### Denuncias
Desde esta plataforma virtual es posible hacer una serie de denuncias por escrito sobre diferentes situaciones que infringen la ley. Entre ellas se contemplan los siguientes delitos: 
- Hurto simple
- Robo de accesorio de vehículos
- Robo por sorpresa
- Estafas
- Hurto de hallazgo
- Hurto agravado
- Daños a la propiedad privada
- Maltrato animal
- Apropiación indebida.

### Información anónima
Mediante esta modalidad, es posible entregar información de manera anónima (no se exige autenticación ni se pide un dato personal al denunciante) a Carabineros sobre tres temáticas: 
- Crimen organizado
- Delitos vinculados con vehículos
- Delitos vinculados con la venta de drogas.

### Constancias
En esta categoría, los ciudadanos pueden dejar constancia ante Carabineros de una serie de hechos que infringen la ley o son constitutivos de infracciones o delitos: 
- Certificado para bomberos accidentados, a fin de que sea presentado ante la Comisión para el Mercado Financiero
- Constancia para fines laborales, donde un empleador o empleado deja constancia de un incumplimiento en el contrato de trabajo o acuerdo laboral
- Abandono del hogar
- Pensión de alimentos, para dejar constancia sobre el no pago de este derecho
- Pérdida de documentos, tales como la cédula de identidad y pasaporte
- Pérdidas de teléfono móvil
- Pérdida o duplicado de la placa patente
- Incumplimientos en el régimen de visitas
- Pérdida del certificado de permanencia definitiva, para ciudadanos extranjeros residentes legalmente en Chile.

### Reencuentro familiar
Los ciudadanos pueden solicitar voluntariamente el contacto de algún familiar con el cual hayan perdido comunicación por razones afectivas (no debe confundirse con el extravío de personas), para que los funcionarios de Carabineros inicien una búsqueda de tipo administrativa, de fines humanitarios y asistenciales. 

## Otros servicios
En mayo de 2021, la plataforma habilitó por primera vez un libro de condolencias virtual para que las personas den sus expresiones de afecto a la familia de los mártires de Carabineros. La iniciativa surgió luego del fallecimiento del Sargento 1° Francisco Benavides García, quien fuera asesinado en una emboscada en Collipulli, dentro del contexto de los incidentes en la Araucanía de ese año.
Para las elecciones de 2023 para el Consejo Constitucional, la plataforma debutó con un sistema electrónico para dejar constancia como excusa para no asistir a votar por encontrarse a más de doscientos kilómetros de distancia de su local de votación, generando un código que debe ser presentado presencialmente en una unidad policial para hacer válido el trámite, permitiendo así un ahorro en tiempo al evitar hacer filas y que el funcionario policial rellene manualmente la constancia, como se hacía históricamente.

## Estadísticas
- Para las Fiestas Patrias de 2020, celebradas a mediados de septiembre, se emitieron alrededor de 300 mil permisos especiales en línea a través de esta plataforma, como parte del plan gubernamental «Fondéate en Casa», una homografía entre una «fonda» (un local típico de estas celebraciones), con el chilenismo «fondearse», que es sinónimo de «guarecerse» o «esconderse».[13]
- Con el fin de tener un control sobre los confinamientos, a partir del 4 de enero de 2021 se habilitó en la plataforma el «Permiso de Vacaciones», el cual permite registrarse en línea para poder desplazarse, por una única vez y bajo ciertas restricciones entregadas por la autoridad sanitaria (Ministerio de Salud), desde una comuna sin cordón sanitario ni cuarentena hacia comunas en las cuales se permite el ingreso de turistas, limitando la estadía solo a esa comuna y también con un límite de personas que pueden viajar. A mediados de enero de dicho año, ya se habían registrado más de 1 millón de estos permisos.[14]
- Para las elecciones al Consejo Constitucional del 7 de mayo de 2023, fueron presentadas 95.566 excusas de manera electrónica por no ir a sufragar por distancia al local de votación durante ese día, frente a las 330.989 que se realizaron en forma manual por los funcionarios policiales y las 287 constancias en los libros de guardia. El trámite virtual representó el 22,4% de todas las excusas por esta razón.[15]